# Xavier Vilanova i Montiu
Xavier Vilanova i Montiu (Barcelona, 1 de agosto de 1902 - París, 8 de mayo de 1965) fue un dermatólogo español. Era hijo de Pelai Vilanova i Massanet, uno de los dermatólogos más influyentes de España en su época. 

## Biografía
Se licenció en Medicina por la Universidad de Barcelona en 1923. Posteriormente, aconsejado por su familia, se desplazó a París para especializarse en Dermatología en el Hospital Saint Louis, luego pasaría una temporada en Estrasburgo y Milán formándose con otros importantes científicos. A su regreso a España se doctoró en Medicina en Madrid en 1928. A raíz de la guerra civil española, en el año 1936 viajó a Colombia para dirigir la leprosería Aguas de Dios. Nuevamente de regreso en España, fue catedrático de Dermatología en la Facultad de Medicina de la Universidad de Valladolid en 1942, en la Universidad de Valencia en 1944 y finalmente en la Universidad de Barcelona en 1948. 
Dirigió la Escuela Profesional de Dermatología de Barcelona en 1952. Su extensa actividad científica se manifestó en más de quinientas publicaciones, consiguiendo, además, numerosas distinciones nacionales e internacionales. Fue Presidente de Honor de la Academia Española de Dermatología y miembro extranjero de la Academia Nacional de Medicina de Francia, donde fue nombrado Officier de l’Orden de la Santè Publico. También fue miembro de honor de las sociedades alemana, argentina, brasileña, francesa, inglesa, holandesa, belga, iraní, italiana, mexicana, portuguesa, uruguaya, venezolana e israelí de Dermatología. Presidente electo del Colegio Ibero-latinoamericano de Dermatología en 1962 y de la Academia Española de Dermatología en 1963. Como especialista de las enfermedades venéreas fue reconocido con el nombramiento de experto en la Sección de Venereología y Treponematosis de la Organización Mundial de la Salud.